# Paralacydes vocula
Paralacydes vocula är en fjärilsart som beskrevs av Stoll 1790. Paralacydes vocula ingår i släktet Paralacydes och familjen björnspinnare. Inga underarter finns listade i Catalogue of Life.

## Bildgalleri

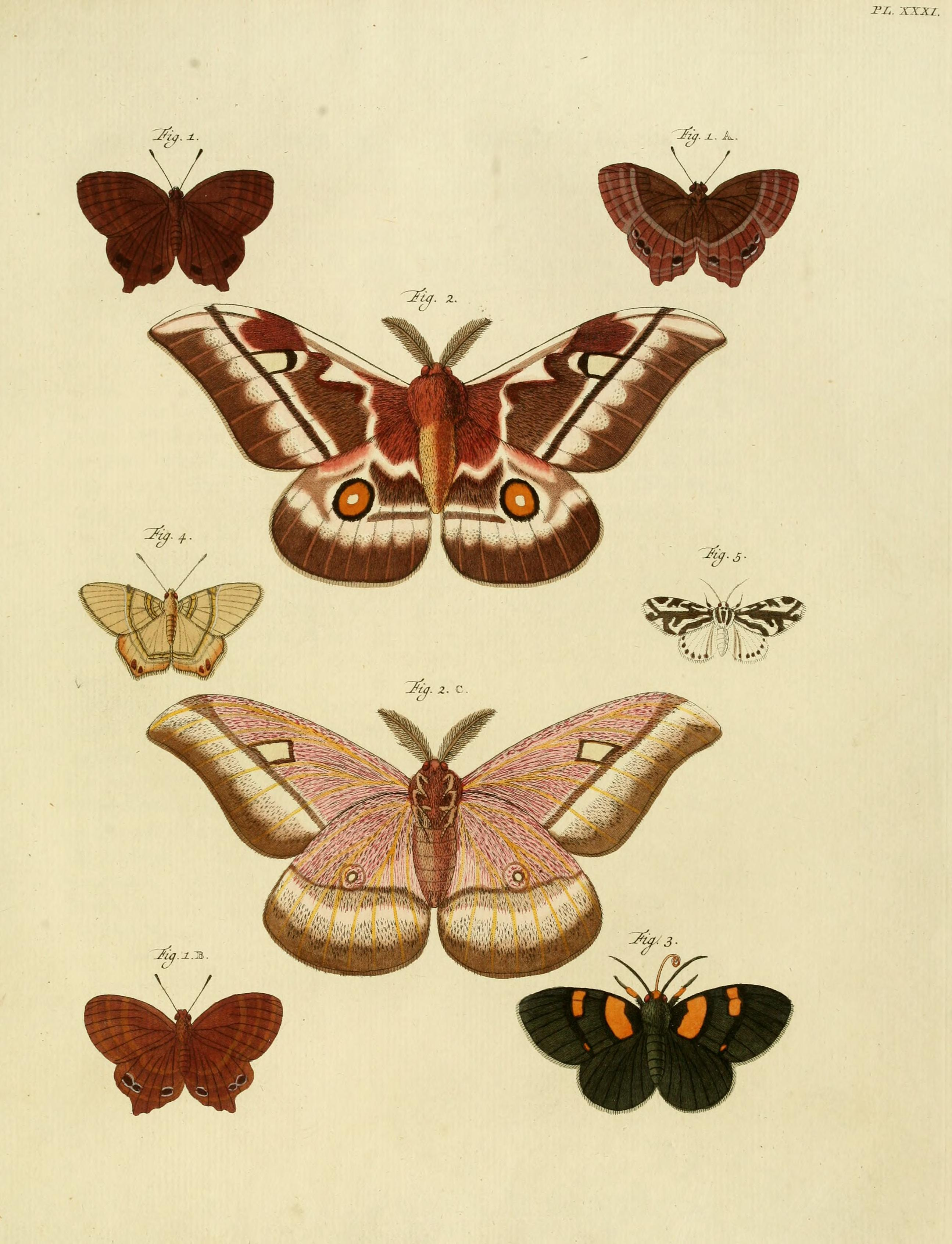